# Literał logiczny
Literał logiczny – literał reprezentujący w kodzie źródłowym wartość typu logicznego.
Typ logiczny posiada dwie wartości:
- prawda (true)
- fałsz (false).

Wartości te są reprezentowane w określonym języku przez pewien ustalony literał, zwykle jest to określony identyfikator lub określony symbol (znak lub zestaw znaków). W językach, w których nie występuje typ logiczny, jak język C, PL/I, PL/M i inne, stosuje się wartości całkowite. Typowym rozwiązaniem jest traktowanie wartości całkowitej zero jako fałsz, a każdej innej wartości (różnej od zera) jako prawda.
Wartości logiczne są w językach programowania stosowane głównie do sterowania przebiegiem realizacji algorytmu, np. w takich instrukcjach strukturalnych jak if, while, until, itd. Wartości logiczne przechowywane są w zmiennych typu logicznego.
Literały logiczne w różnych językach programowania:
| Język programowania              | prawda             | fałsz              |
| -------------------------------- | ------------------ | ------------------ |
| Pascal, Modula 2, Algol 60. Logo | true               | false              |
| polskie Logo                     | prawda             | fałsz              |
| Common Lisp                      | T                  | NIL                |
| Clipper, dBase                   | .t., .T., .y., .Y. | .n., .N., .f., .F. |
| Fortran                          | .TRUE.             | .FALSE.            |
| PL/I /*literał bitowy*/          | '1'B               | '0'B               |
| Python od wersji 2.2.1           | True               | False              |
| Scheme                           | #t                 | #f                 |

Przykład w Pascalu:
```
 var znak : boolean;
     Y : integr;
 function ujemna(x:integer):boolean;
   begin
     if x<0 then
       ujemna:=
true

     else
       ujemna:=
false

   end;
 begin
   ...
   znak:=ujemna(Y);
   if znak then ...
   ...
 end.
```